# 리오넬렐바
리오넬렐바(이탈리아어: Rio nell'Elba)는 이탈리아 토스카나주 리보르노도에 있는 코무네다. 피렌체에서 남서쪽 130km, 리보르노에서 남쪽 80km 거리에 있다.